# Произведение искусства (фильм)
«Произведение искусства» — советский короткометражный фильм по одноимённому рассказу А. П. Чехова.

## Сюжет
Молодой человек, сын хозяйки магазинчика бронзовых изделий, приносит в подарок доктору, который спас ему жизнь и вылечил, бронзовый канделябр в виде откровенно обнажённой женщины. Смущённый наготой статуэтки, доктор передаривает его своему адвокату, которому должен за консультацию. Шокированный адвокат решает преподнести канделябр в виде презента на бенефис известному актёру. Недоумевающий актёр не знает, что делать с компрометирующим подарком, но парикмахер подсказывает сдать его в магазин старинной бронзы.

Радостный сын хозяйки магазина, считая, что это пара к уже первому подаренному канделябру, приносит его снова к доктору…

## В ролях
- Фаина Шевченко — Смирнова, хозяйка магазина
- Евгений Леонов — Саша Смирнов, сын хозяйки
- Сергей Мартинсон — Иван Николаевич, доктор
- Борис Петкер — Ухов, адвокат
- Алексей Грибов — Шашкин, актёр
- Эммануил Геллер — парикмахер
- Ирина Мурзаева — мать адвоката (нет в титрах)
- Зоя Исаева — актриса (нет в титрах)
- Владимир Борискин — помощник режиссёра (нет в титрах)
- Вера Алтайская — пациентка доктора (нет в титрах)

## Съёмочная группа
- Сценарий и постановка — Марка Ковалёва
- Оператор — Виктор Масленников
- Художник — Л. Шенгелия
- Редактор — Э. Смирнов
- Звукооператор — Ю. Рабинович
- Композитор — Александр Чугаев
- Директор картины — В. Биязи
- Оркестр управления по производству фильмов

Дирижёр — Вероника Дударова

## Технические данные
- Производство: «Мосфильм» (СССР)
- Короткометражный
- Художественный
- Изображение: широкоформатное
- Звук: моно